# 半球盾蝽属
半球盾蝽属（学名：Hyperoncus）为管口水蚤目的一个属。科的地位未定。

## 下属物种
本属包括以下物种：
- 半球盾蝽 Hyperoncus lateritius
- Hyperoncus testudo Hesse, 1867